# Бенгальская Википедия
Бенга́льская Википе́дия (бенг. বাংলা উইকিপিডিয়া) — раздел Википедии на бенгальском языке.
В октябре 2006 года бенгальский раздел стал вторым из разделов на языках Южной Азии (после Википедии на языке телугу), перешагнувшим рубеж в 10 000 статей. На 25 января 2013 года количество статей в бенгальском разделе составляет 25 205, и этот раздел занимает 83 место среди всех Википедий.
Для продвижения бенгальской Википедии и других связанных проектов в сентябре 2009 года была создана некоммерческая организация «Wikimedia Bangladesh».